# İkdam
İkdam (с тур. — «Усилия») — ежедневная политическая газета в Османской империи и Турции. В период издания в Константинополе (ныне Стамбул) она стала самой популярной газетой страны. Издавалась с 5 июля 1894 года по 31 декабря 1928 года. Владельцем и главным редактором газеты был Ахмет Джевдет Оран. İkdam стала первой газетой Турции, которую напечатали методом ротационной печати. Ротационная печать означает, что изображение получается благодаря вращению валов (цилиндров с определённым диаметром). Газету несколько раз закрывали во время правления Абдул-Хамида II. В ночь на 24 июля 1908 года, когда была провозглашена Конституционная монархия, Ахмет Чевдет, владелец газеты «Икдам» договорился с владельцем газеты Sabah Михраном Ефенди, и со словами «Газеты бесплатные, цензура запрещена» они не допустили цензоров, которые пришли посмотреть тиражи их газет. Это революционное событие привело к тому, что 24 июля теперь считается в Турции официальным праздником — Днём журналистов.
Газета критически относилась к партии Единение и прогресс в эпоху второй конституции. Её тираж увеличился до 40 000.
14 марта 1910 года газета была переименована в Yeni İkdam (с тур. — «Новые усилия»). 26 февраля 1912 публикации вышли в газете уже под новым названием — İktiham. С 10 августа 1912 Али Кемаль-бей изменил редакционное название газеты на İkdam.
5 сентября 1912 года в период перемирия газета издавалась под администрированием Якупа Кадри. В эти годы газета публиковала статьи в поддержку национальной борьбы. Среди известных авторов были Ахмет Расим, Синаб Шахабеддин, Халид Зия Ушаклыгиль, Хамдулла Супе Танрийовер, Хюсеин Кахит Ялчын и Ахмет Эмин Ялман. Большинство из них были в редакционной коллегии İkdam.
В 1923 году руководство газетой перешло к Мекди Садреттину из-за проблем со здоровьем у Ахмета Джевдета.
С 1 декабря 1928 газета İkdam печаталась латинскими буквами и оказалась в числе пионеров в упрощении языка и эффективным сторонником тюркского движения.